# Maulik Pancholy
Maulik Pancholy est un acteur américain, né le 18 janvier 1974  à Kissimmee (Floride). Il est notamment connu pour le rôle de Sanjay dans Weeds de 2005 à 2009, et celui de Jonathan dans 30 Rock qu'il a tenu depuis le début de la série en 2006.

## Biographie
Maulik Pancholy est né dans une famille d'origine indienne. Il est allé à l'école de Yale School of Drama. À la télévision, il a d'abord joué des rôles secondaires dans Les Soprano, New York, section criminelle et Le Come-Back. Il a aussi joué plusieurs rôles au théâtre à New York : Guantanamo: Honor Bound to Defend Freedom en 2004, Morbidity & Mortality au Cherry Lane Theatre en 2005 et le rôle principal dans India Awaiting au Samuel Beckett Theatre. À partir de 2005, il est un acteur régulier de la série américaine Weeds
Il a été diplômé, en 1991, du Berkeley Preparatory School de Tampa, en Floride. Il a continué à jouer au théâtre dans le théâtre à l'Université du Nord-Ouest, où il a reçu sa licence en 1995.
Maulik Pancholy a annoncé publiquement son homosexualité en novembre 2013 dans une interview avec le magazine Out.

## Filmographie
- 2005 : Hitch, expert en séduction (Hitch) : Raoul
- 2006 - 2011 : 30 Rock : Jonathan
- 2006 - 2009 : Weeds : Sanjay
- 2008 : 27 Robes (27 Dresses) d'Anne Fletcher : Trent
- 2011 : Web Therapy : Kamal Prakash
- 2011-2012 : Whitney : Neal
- 2013–2016 : Sanjay and Craig (animation)
- 2014 : The Good Wife : Dev Jain
- 2014 : Wander (animation)
- 2016 : The Muppets : le photographe